# Rotlappen-Honigfresser

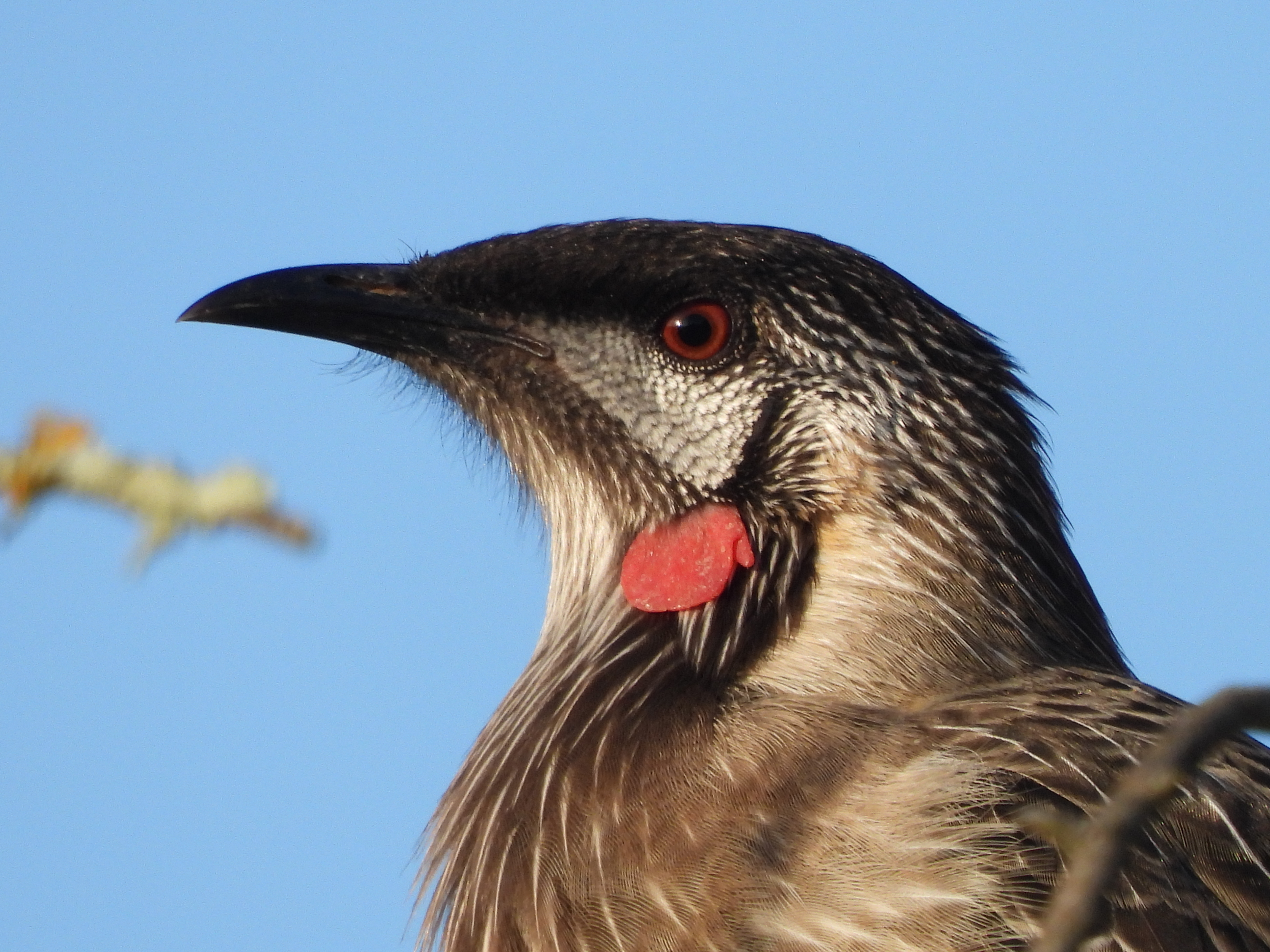
Detail des Kopfes

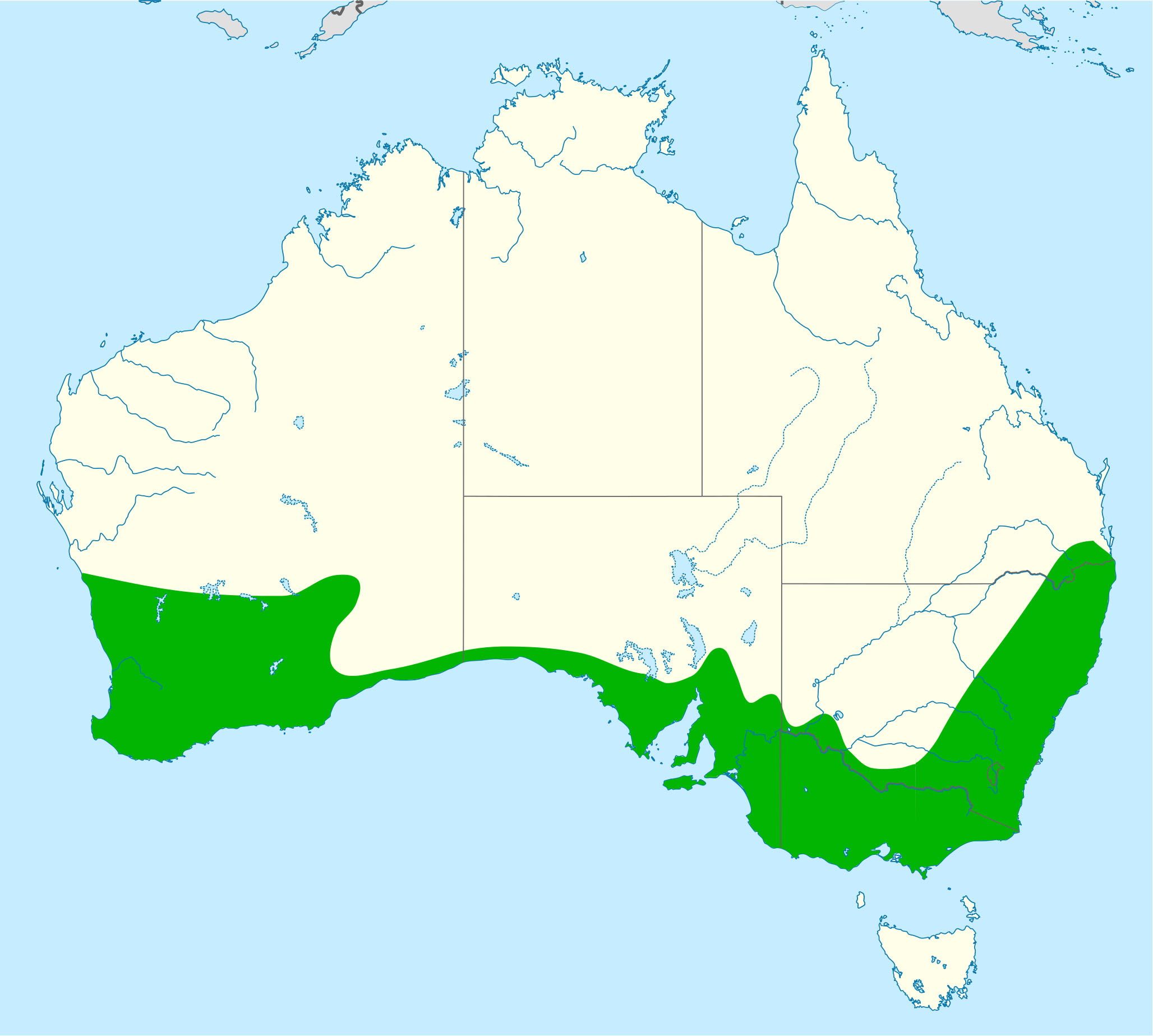
Verbreitung des Rotlappen-Honigfressers

Der Rotlappen-Honigfresser (Anthochaera carunculata) ist ein endemisch in Australien vorkommender Singvogel aus der Familie der Honigfresser.

## Merkmale
Mit einer Länge von 37 Zentimetern und einem Gewicht von 34 bis 140 Gramm zählen die Rotlappen-Honigfresser zu den großen Arten der Honigfresser. Die Geschlechter gleichen sich farblich. Der Oberkopf ist schwarzbraun. An den weißlichen Wangen hängt an jeder Seite ein kleiner roter,  runder Hautlappen. Die Oberseite einschließlich der Flügel und Schwanzfedern ist bräunlich und leicht weißlich gestrichelt. Von der hell graubraunen Unterseite hebt sich im unteren Bauchbereich ein großer hellgelber Fleck ab. Der Schnabel ist schwarz, die Iris rotbraun, Beine und Füße sind rötlich grau.

## Ähnliche Arten
Der Gelblappen-Honigfresser (Anthochaera paradoxa) unterscheidet sich in erster Linie durch die länglichen gelben Hautlappen an den Wangen. Dem Zimtflügel-Honigfresser (Anthochaera chrysoptera) fehlen die Hautlappen gänzlich. Er ist außerdem kleiner und der gelbe Bauchfleck fehlt.

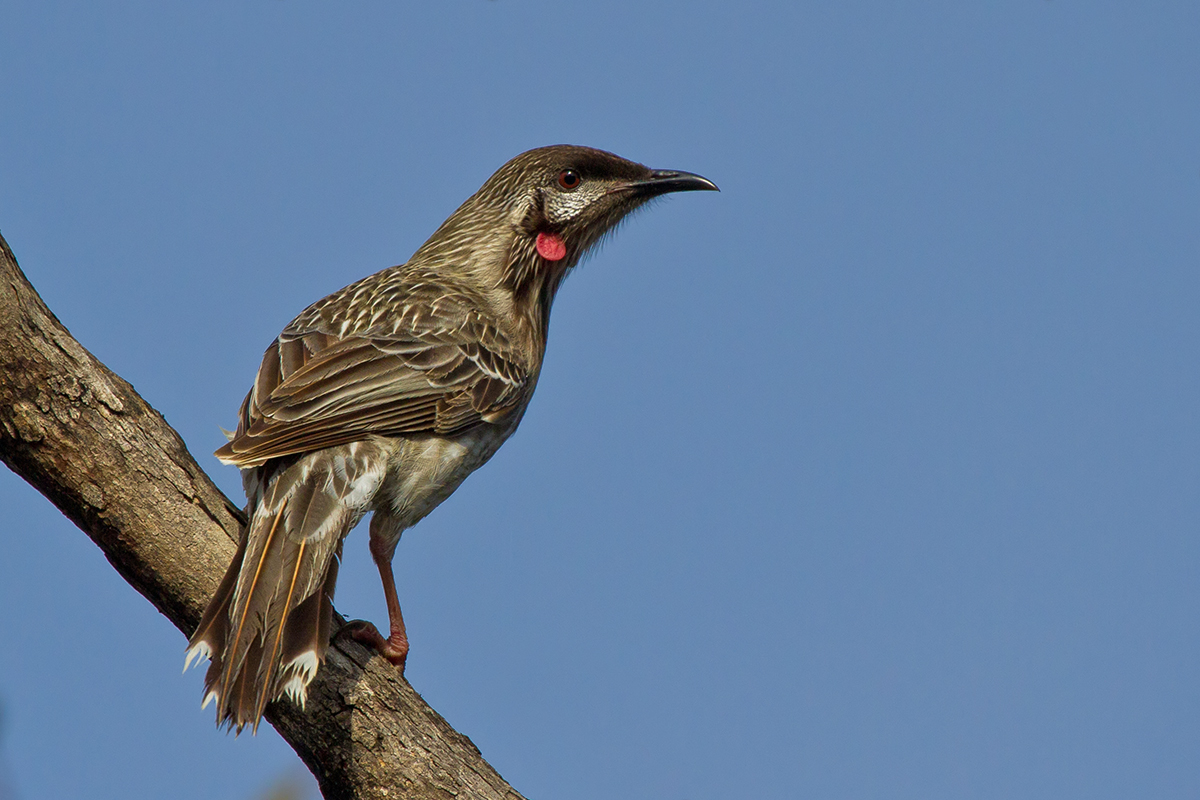
Rotlappen-Honigfresser
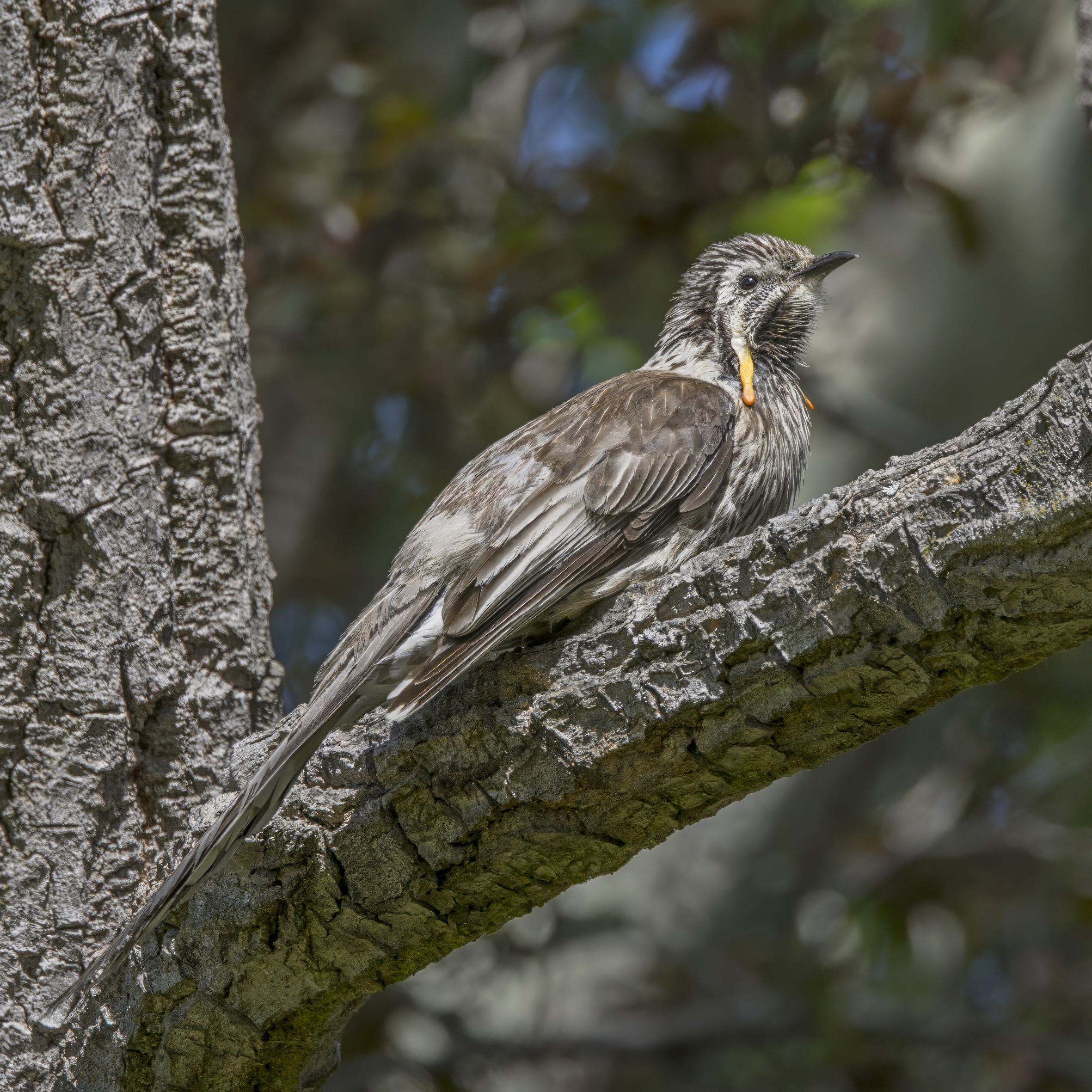
Gelblappen-Honigfresser
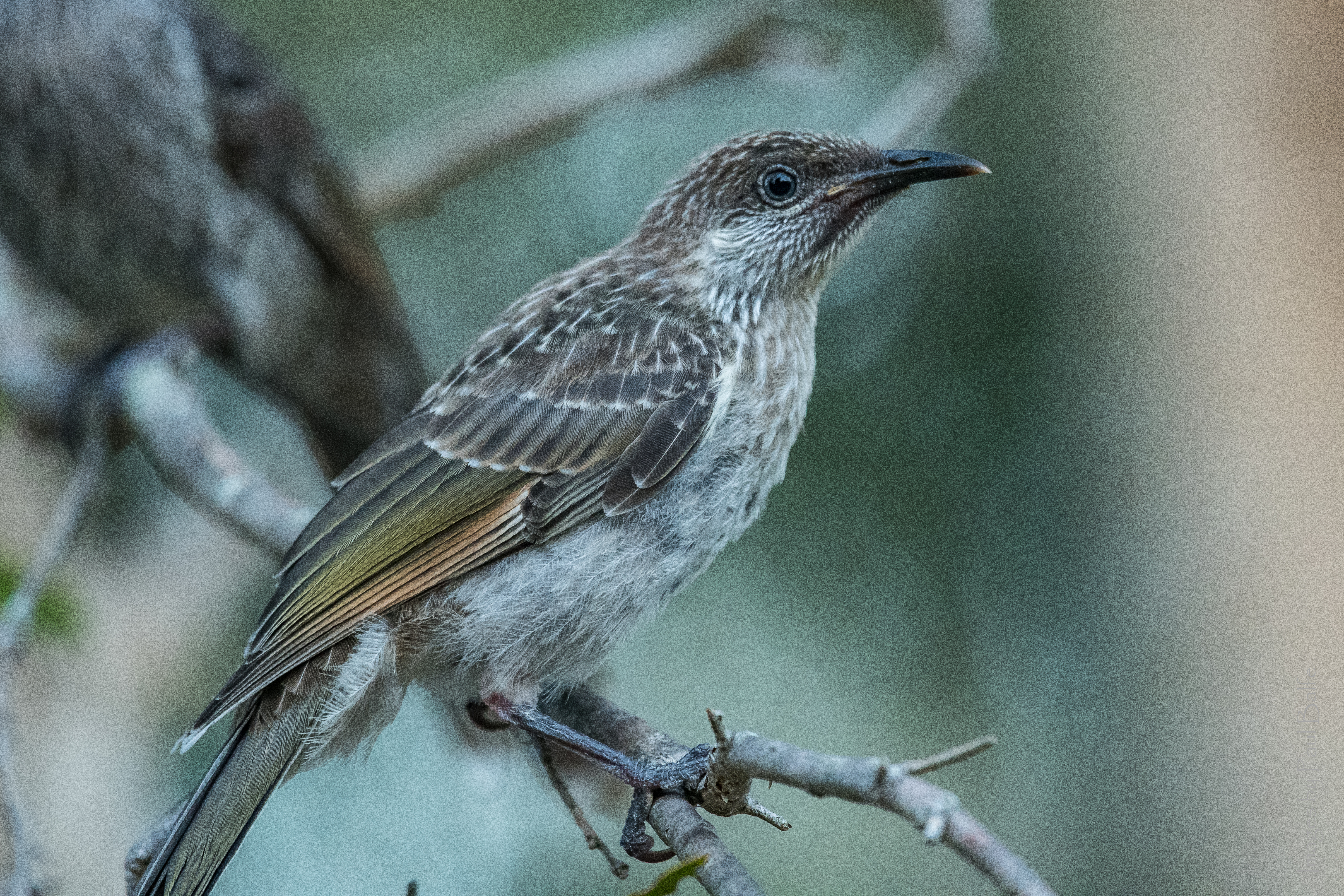
Zimtflügel-Honigfresser

## Verbreitung, Unterarten und Lebensraum
Der Rotlappen-Honigfresser kommt im Süden und Südosten Australiens vor. Bevorzugter Lebensraum sind gebüschreiche Wälder mit Eukalyptusbäumen. Er kommt zuweilen auch auf Golfplätzen, landwirtschaftlich genutzten Flächen sowie in Gärten und Parkanlagen vor. Folgende Unterarten werden geführt:
- Anthochaera carunculata carunculata, Südosten von Queensland, Osten von New South Wales bis Victoria und Süden von South Australia.
- Anthochaera carunculata clelandi, Kangaroo Island.
- Anthochaera carunculata woodwardi, Südwesten von Western Australia bis zur Eyre-Halbinsel.

## Lebensweise
Rotlappen-Honigfresser leben allein, paarweise oder gesellig in kleinen Gruppen. Sie verteidigen ihr Revier aggressiv gegen andere Vögel, die sie zuweilen in der Luft angreifen. Selbst Raubvogelarten werden attackiert. Die Angriffe werden mit lauten, schrillen Rufen und Pfeiftönen unterstützt. Rotlappen-Honigfresser ernähren sich hauptsächlich von Blütennektar, gelegentlich auch von Insekten oder Samen. Die tierische Nahrung wird überwiegend in der Vegetation sowie hüpfend am Erdboden gesucht.
Rotlappen-Honigfresser nisten normalerweise zwischen Juli und Dezember, bei günstigen Bedingungen auch außerhalb dieser Monate. Es werden eine oder zwei Bruten im Jahr durchgeführt. Die Paare sind monogam. Ihr Nest ist tassenförmig, wird aus Zweigen und Blättern gebildet und mit Gras und Haaren ausgekleidet. Es wird in der Regel zwei bis 16 Meter über dem Erdboden, normalerweise in den gegabelten Ästen eines Baumes angelegt. Das Weibchen legt zwei bis drei Eier, die von beiden Eltern abwechselnd für 16 bis 21 Tage bebrütet werden. Die Küken werden von beiden Eltern gefüttert. Nach 15 bis 20 Tagen verlassen sie das Nest und werden weiterhin für zwei bis drei Wochen von beiden Elternteilen versorgt.

## Gefährdung
Da die Bestände des Rotlappen-Honigfressers in Australien stabil sind, wird die Art von der Weltnaturschutzorganisation IUCN als „least concern = nicht gefährdet“ geführt.